# Ramasse
Ramasse ist eine französische Gemeinde im Département Ain in der Region Auvergne-Rhône-Alpes. Sie gehört zum Arrondissement Bourg-en-Bresse und zum Kanton Saint-Étienne-du-Bois.

## Lage
Die Gemeinde Ramasse liegt im Zentrum des Revermont, zehn Kilometer östlich von Bourg-en-Bresse (Luftlinie). Sie grenzt im Norden an Drom, im Osten an Villereversure, im Südosten an Bohas-Meyriat-Rignat, im Süden an Revonnas, im Südwesten an Ceyzériat und im Nordwesten an Jasseron.

## Bevölkerungsentwicklung
| Jahr                       | 1962 | 1968 | 1975 | 1982 | 1990 | 1999 | 2006 | 2014 | 2021 |
| -------------------------- | ---- | ---- | ---- | ---- | ---- | ---- | ---- | ---- | ---- |
| Einwohner                  | 165  | 171  | 156  | 163  | 189  | 219  | 264  | 305  | 331  |
| Quellen: Cassini und INSEE |      |      |      |      |      |      |      |      |      |

## Sehenswürdigkeiten

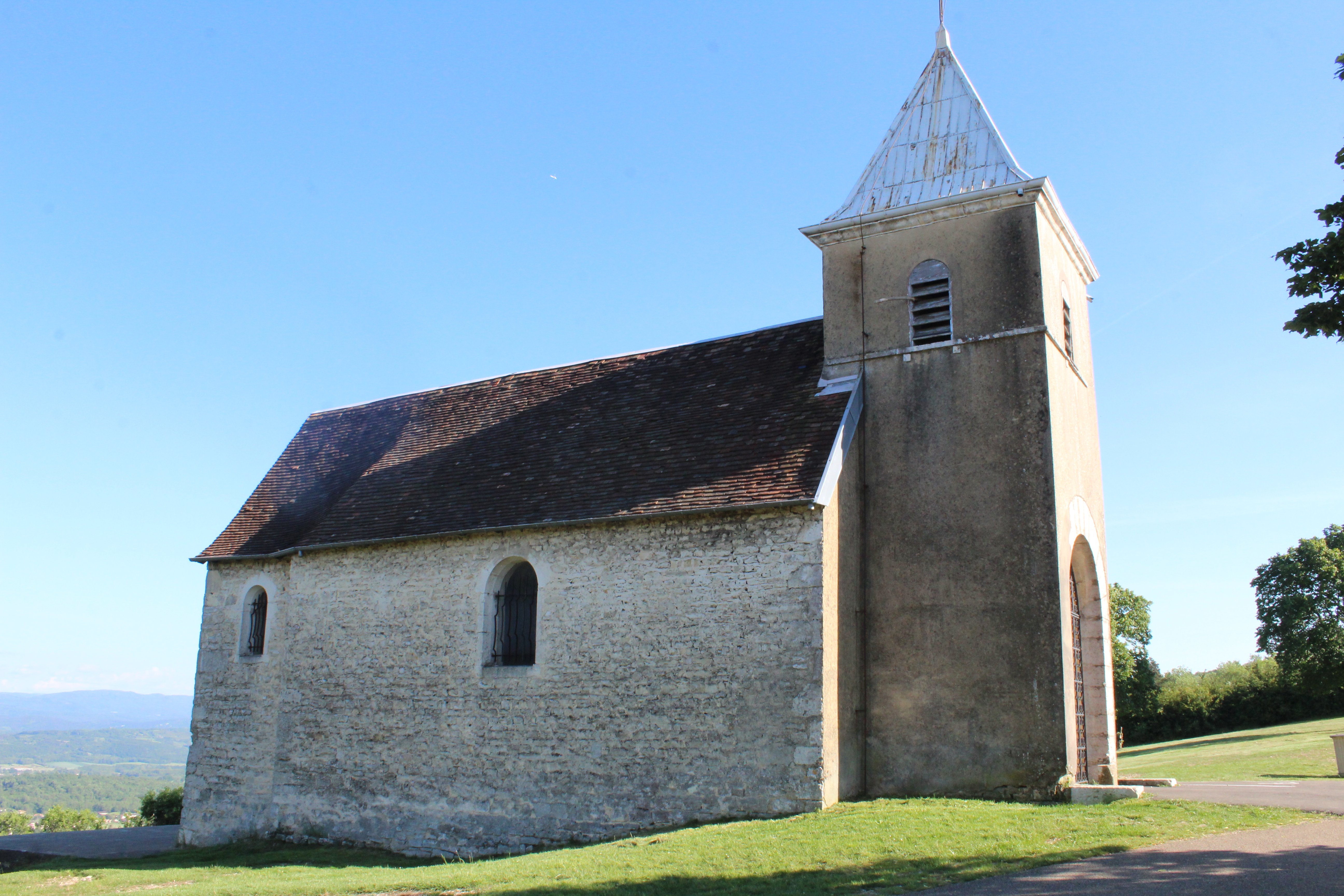
Kapelle Notre-Dame-de-Conches
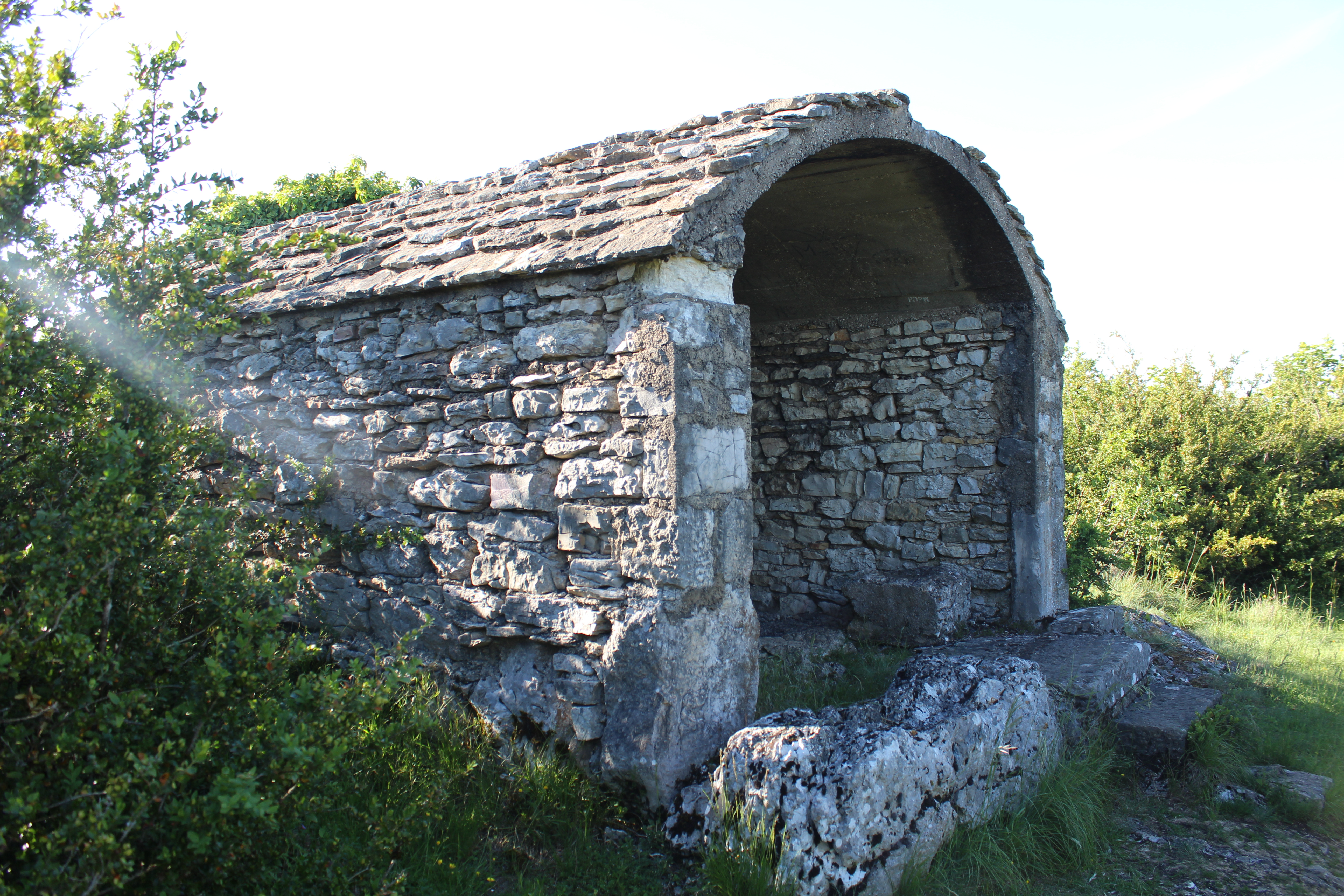
Oratorium Saint-Julien-sur-Roche
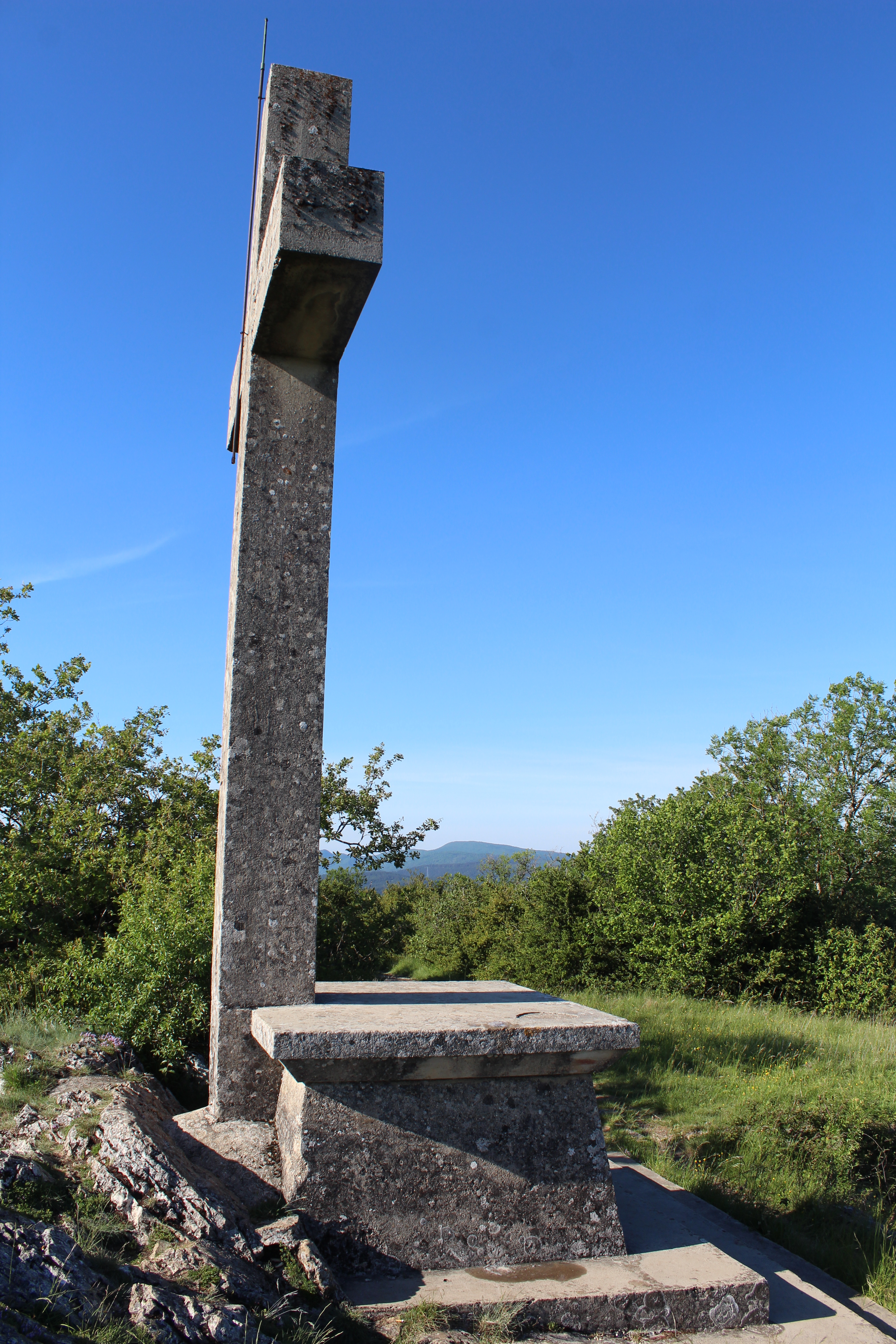
Flurkreuz

- Flurkreuz Saint-Julien-sur-Roche
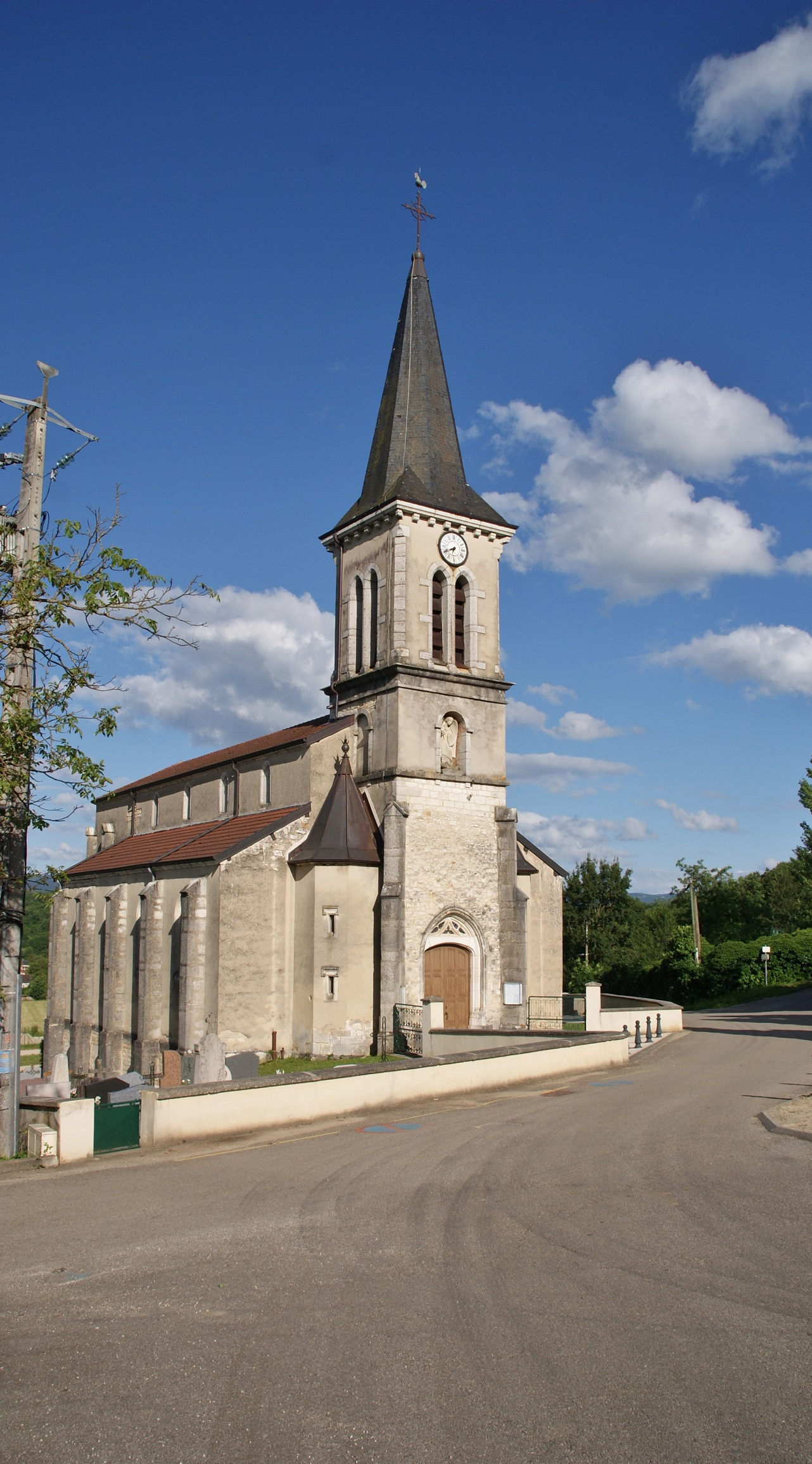
Kirche Saint-Maxime
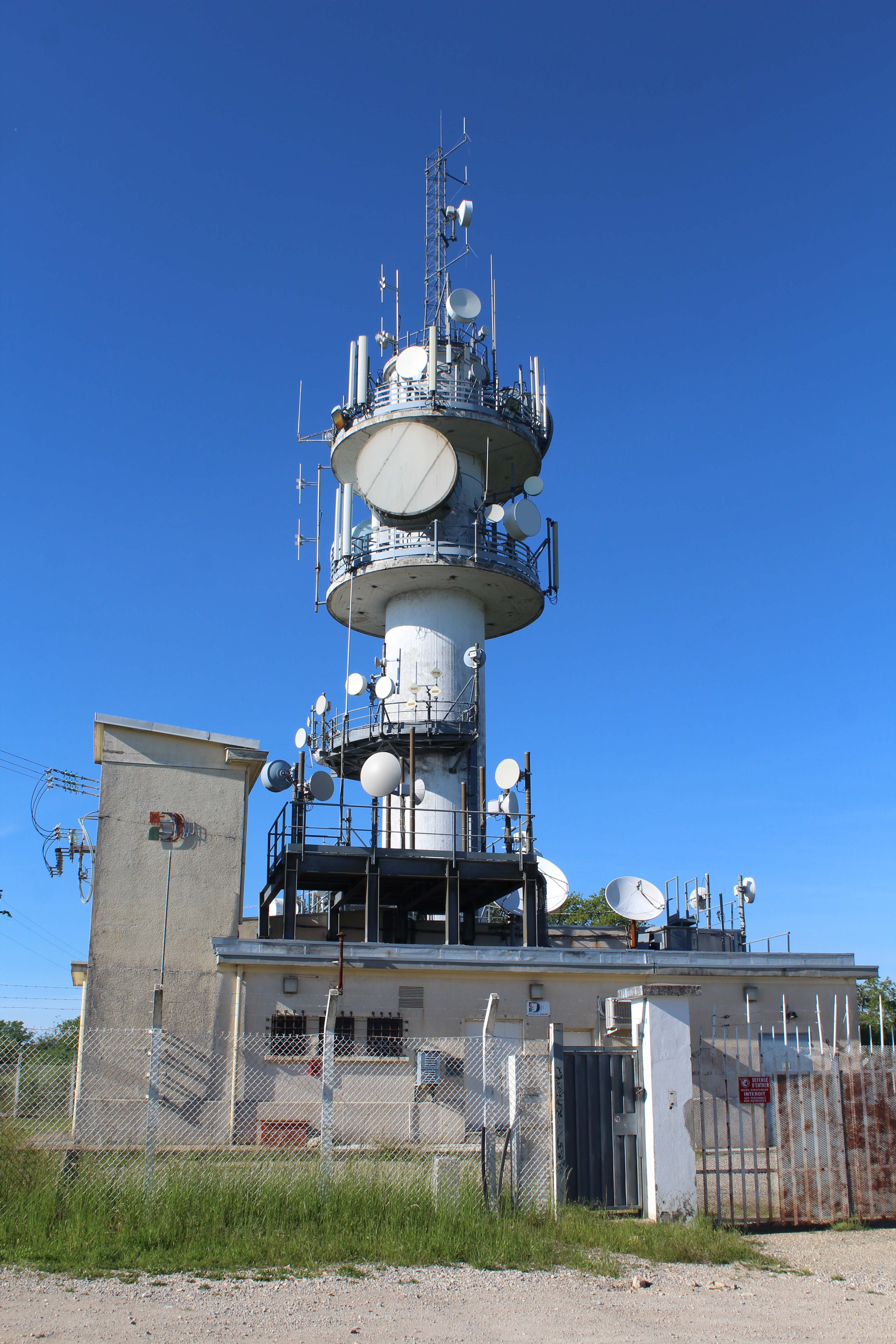
Sendeturm
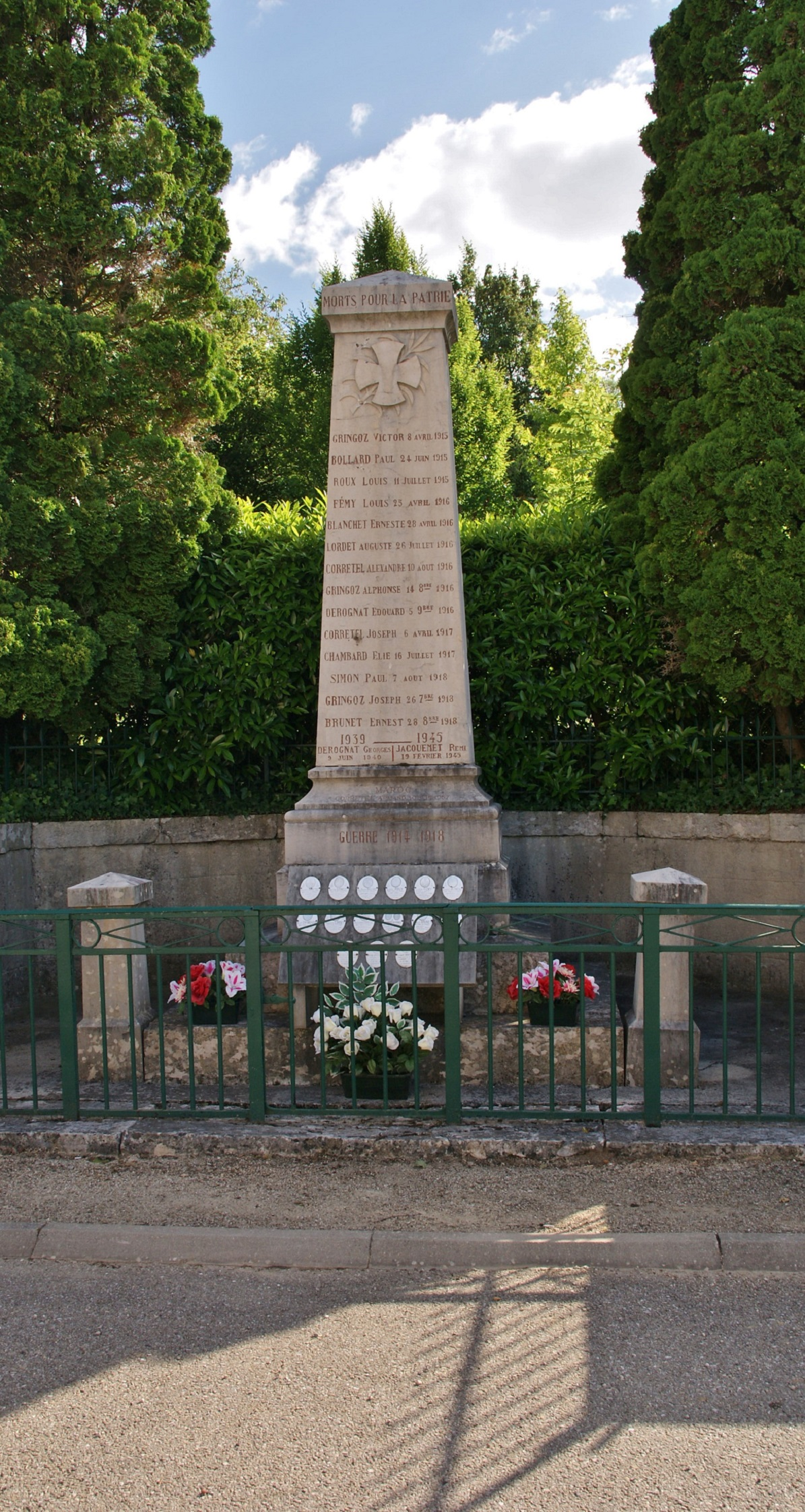
Gefallenendenkmal

- Kapelle Notre-Dame-de-Conches
- Oratorium Saint-Julien-sur-Roche
- Flurkreuz
- Kirche Saint-Maxime
- Sendeturm
- Gefallenendenkmal